# Mengenelemente
Ein Mengenelement (auch Makroelement) ist ein Mineralstoff, der im Gegensatz zu dem Spurenelement (Mikroelement) in verschiedenen Medien in einem Massenanteil von mehr als 50 mg pro Kilogramm vorkommt.
Weil Mengenelemente im wässrigen Milieu meist ionisiert vorliegen, d. h. als positiv  (Na+, K+, Ca2+, Mg2+) oder als negativ  (Cl−, HPO42−, SO42−) geladene Teilchen, werden sie als Elektrolyte bezeichnet.
Die für den menschlichen Organismus wichtigen Mengenelemente sind:
- Calcium (Ca) – Bedeutung u. a. für Stabilisierung des Skelettsystems, Blutgerinnung, Erregungsleitung (Muskelkontraktion), Aktivierung von Enzymen

- Kalium (K) – Bedeutung u. a. für Aufrechterhaltung des Membranpotentials, Blutdruckregulation, Eiweiß- und Glykogenbildung

- Natrium (Na) – Bedeutung u. a. für Konzentrationsgefälle bei Nervenzellen (zusammen mit Kalium), Aufnahme und Transport von Nährstoffen, Regulation des Wasserhaushaltes und des Säure/Basengleichgewichtes

- Magnesium (Mg) – Bestandteil von Knochen, Zähnen, zahlreichen Enzymen und energiereichen Phosphatverbindungen

- Phosphor (P) – als Phosphat u. a. Bestandteil von Knochen, Nukleinsäuren und monomeren Nukleotiden (wie ATP), Phospholipiden

- Schwefel (S) – Bestandteil der Aminosäuren Cystein und Methionin sowie der B-Vitamine Biotin und Thiamin

- Chlor (Cl) – gemeinsam mit Natrium u. a. von Bedeutung für Wasserhaushalt, Säure/Basengleichgewicht; Chlor ist Bestandteil der Magensalzsäure (HCl)

Nicht zu den Mineralstoffen und damit auch nicht zu den Mengenelementen gehören die vier Grundelemente der Organismen Wasserstoff, Kohlenstoff, Stickstoff und Sauerstoff. Die gesamte Biomasse besteht zu 99 % aus diesen vier Elementen. Eisen (Fe) wird den Spurenelementen zugeordnet, obwohl es mit 60 mg/kg im menschlichen Körper vorkommt.
| H  |    |    |    |    |    |    |    |    |    |    |    |    |    |    |    |    |    | He |  |
| Li | Be |    |    |    |    |    |    |    |    |    |    |    | B  | C  | N  | O  | F  | Ne |  |
| Na | Mg |    |    |    |    |    |    |    |    |    |    |    | Al | Si | P  | S  | Cl | Ar |  |
| K  | Ca | Sc |    | Ti | V  | Cr | Mn | Fe | Co | Ni | Cu | Zn | Ga | Ge | As | Se | Br | Kr |  |
| Rb | Sr | Y  |    | Zr | Nb | Mo | Tc | Ru | Rh | Pd | Ag | Cd | In | Sn | Sb | Te | I  | Xe |  |
| Cs | Ba | La | *  | Hf | Ta | W  | Re | Os | Ir | Pt | Au | Hg | Tl | Pb | Bi | Po | At | Rn |  |
| Fr | Ra | Ac | ** | Rf | Db | Sg | Bh | Hs | Mt | Ds | Rg | Cn | Nh | Fl | Mc | Lv | Ts | Og |  |
| -- | -- | -- | -- | -- | -- | -- | -- | -- | -- | -- | -- | -- | -- | -- | -- | -- | -- | -- |  |
|    |    |    |    |    |    |    |    |    |    |    |    |    |    |    |    |    |    |    |  |
|    |    |    | *  | Ce | Pr | Nd | Pm | Sm | Eu | Gd | Tb | Dy | Ho | Er | Tm | Yb | Lu |    |  |
|    |    |    | ** | Th | Pa | U  | Np | Pu | Am | Cm | Bk | Cf | Es | Fm | Md | No | Lr |    |  |

| Die vier organischen Grundelemente | Mengenelemente | essentielle Spurenelemente | wahrscheinlich essentielle Spurenelemente |